# Nome de cortesia
Na cultura da China, o nome de cortesia (zì) (chinês simplificado: 字, pinyin: zì, lit. ‘caractere’), por vezes também designado como nome chinês de estilo, é um nome que se atribui a uma pessoa para ser utilizado durante a etapa adulta da sua vida. Aos 20 anos de idade, atribui-se o zì em substituição do nome de uma pessoa, como símbolo de maioridade e de respeito Principalmente utilizado para nomes masculinos, o zì pode ser outorgado pelos pais, ou pelo primeiro mestre pessoal durante o primeiro dia de escola familiar, ou uma pessoa pode adotar o zì que tenha escolhido ela mesma. A tradição de usar nomes de estilo tem sido deixada de lado a partir do Movimento Quatro de Maio em 1919. Há duas formas comuns do nome de estilo, o zì e o hào.
Até ao século XX, coreanos, vietnamitas, e japoneses sinizados eram também designados mediante o seu zì.